# Epilobium coloratum
Epilobium coloratum är en dunörtsväxtart som beskrevs av Henry Ernest Muhlenberg och Wild.. Epilobium coloratum ingår i släktet dunörter, och familjen dunörtsväxter. Inga underarter finns listade i Catalogue of Life.

## Bildgalleri

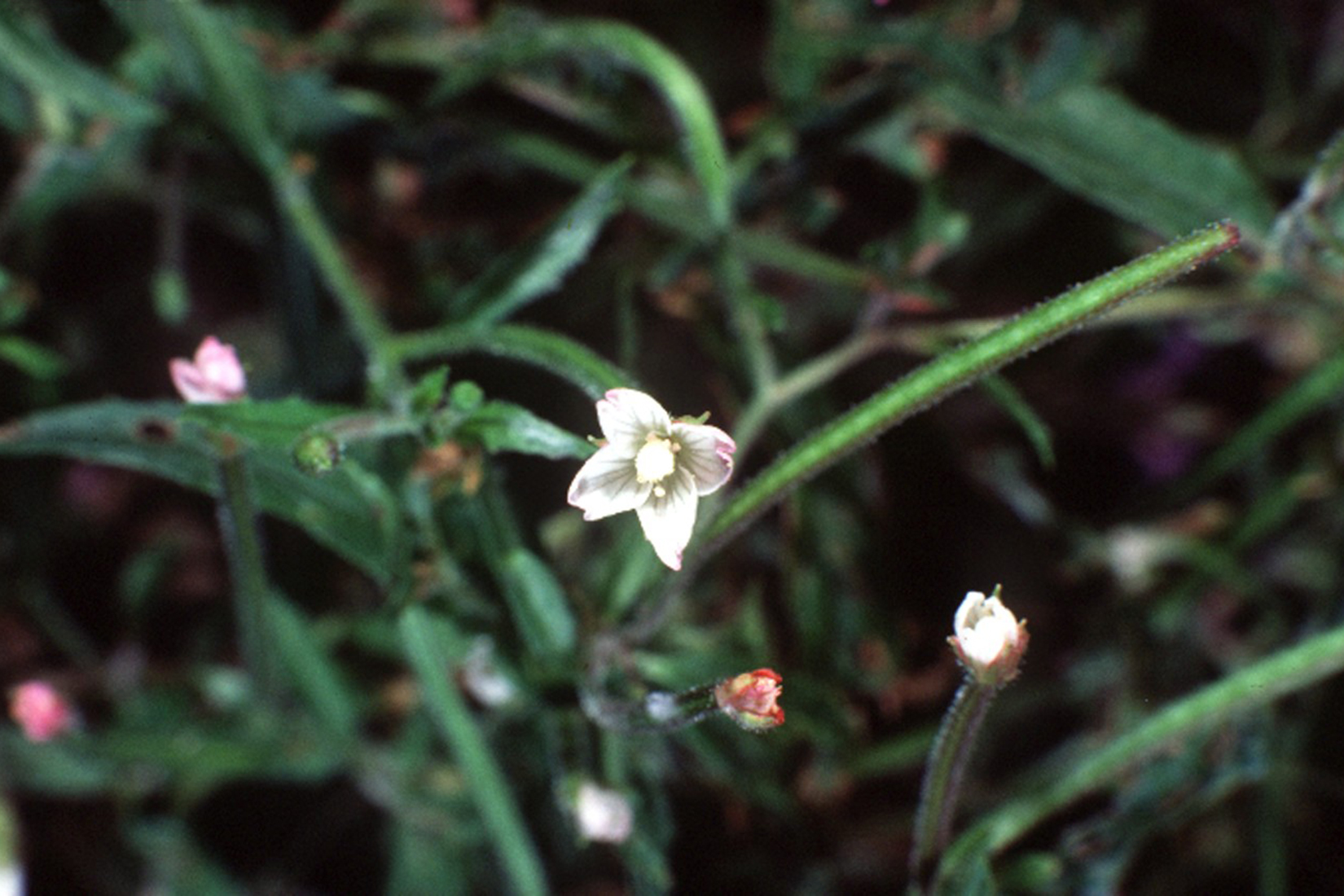
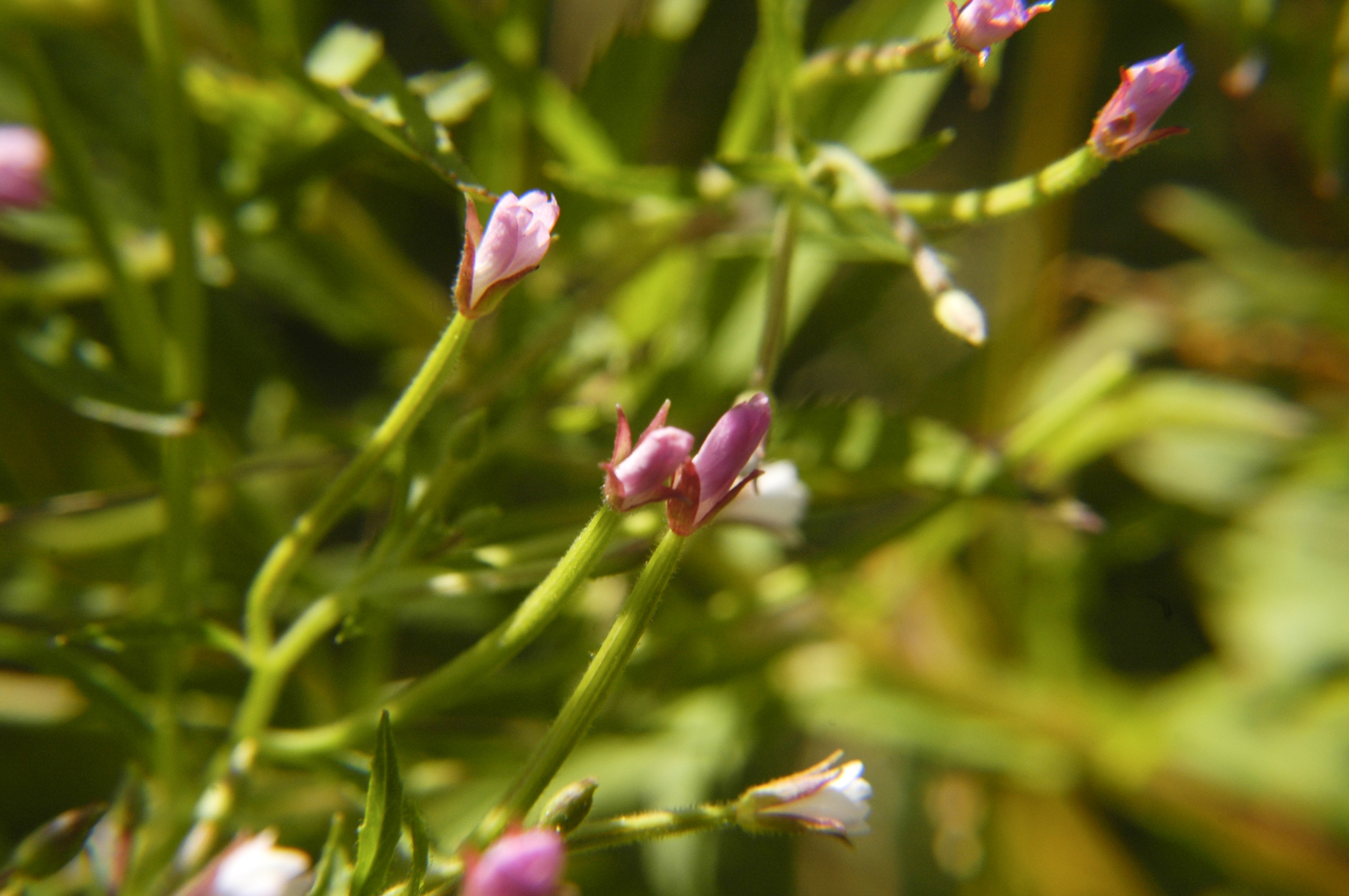